# کینان بنتز
کینان بنتز (انگلیسی: Keanan Bennetts؛ زادهٔ ۹ مارس ۱۹۹۹) بازیکن فوتبال اهل بریتانیا است.
از باشگاه‌هایی که در آن بازی کرده‌است می‌توان به باشگاه فوتبال بروسیا مونشن‌گلادباخ، باشگاه فوتبال تاتنهام هاتسپر، و باشگاه فوتبال ایپسویچ تاون اشاره کرد.
وی همچنین در تیم‌های ملی فوتبال جوانان آلمان، England national under-16 football team، زیر ۱۷ سال انگلستان، و زیر ۱۹ سال انگلستان بازی کرده‌است.